# Bisvása
Bisvása je stará jednotka délky a obsahu používaná v Afghánistánu.

## Převodní vztahy
pro délku:
- 1 bisvása = 2,21 m = 1/20 džaríb

pro obsah:
- 1 bisvása = 48,8 m² = 1/400 džaríb